# Garten-Stiefmütterchen

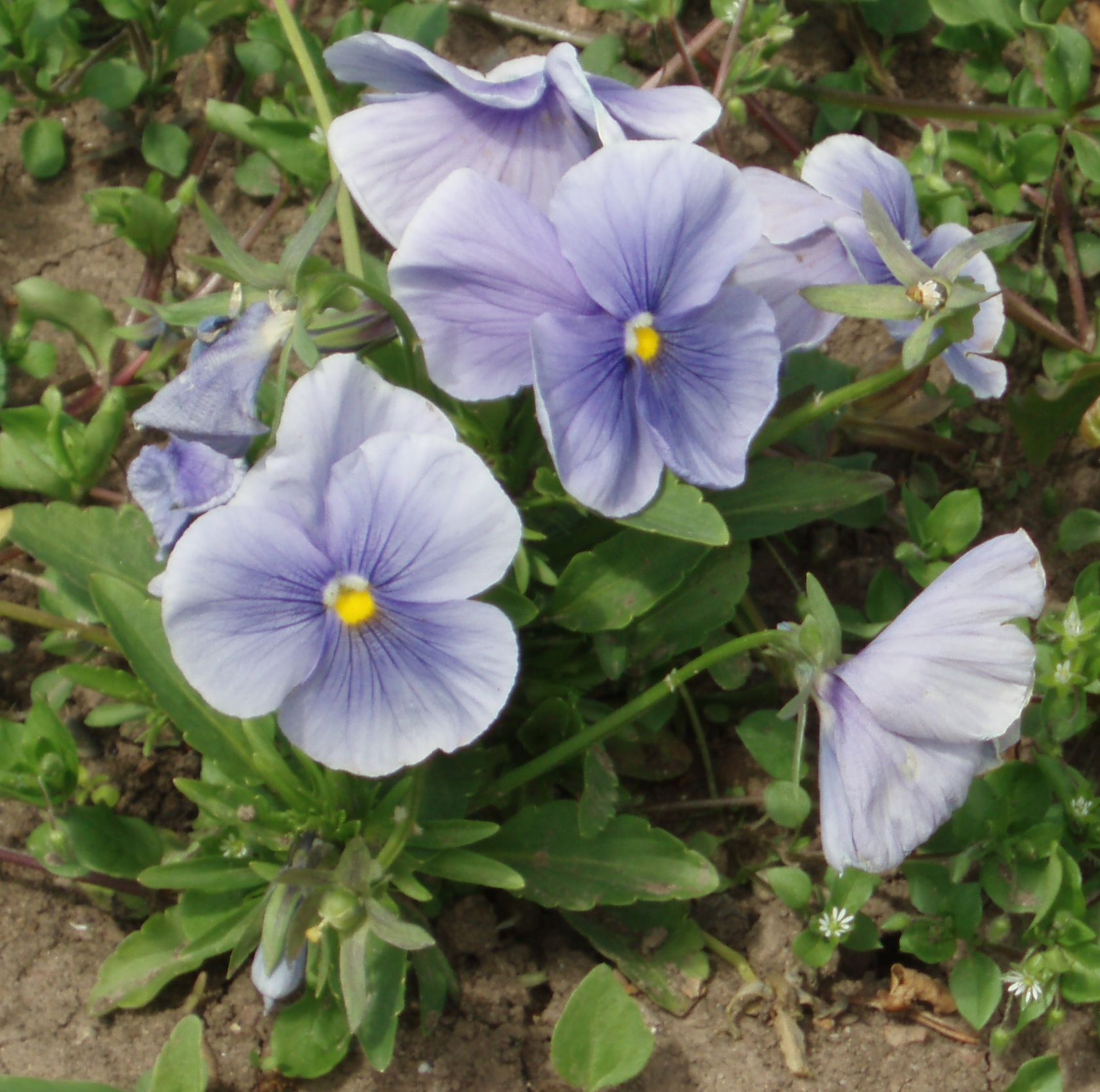
Viola wittrockiana 'Delta Light Blue'

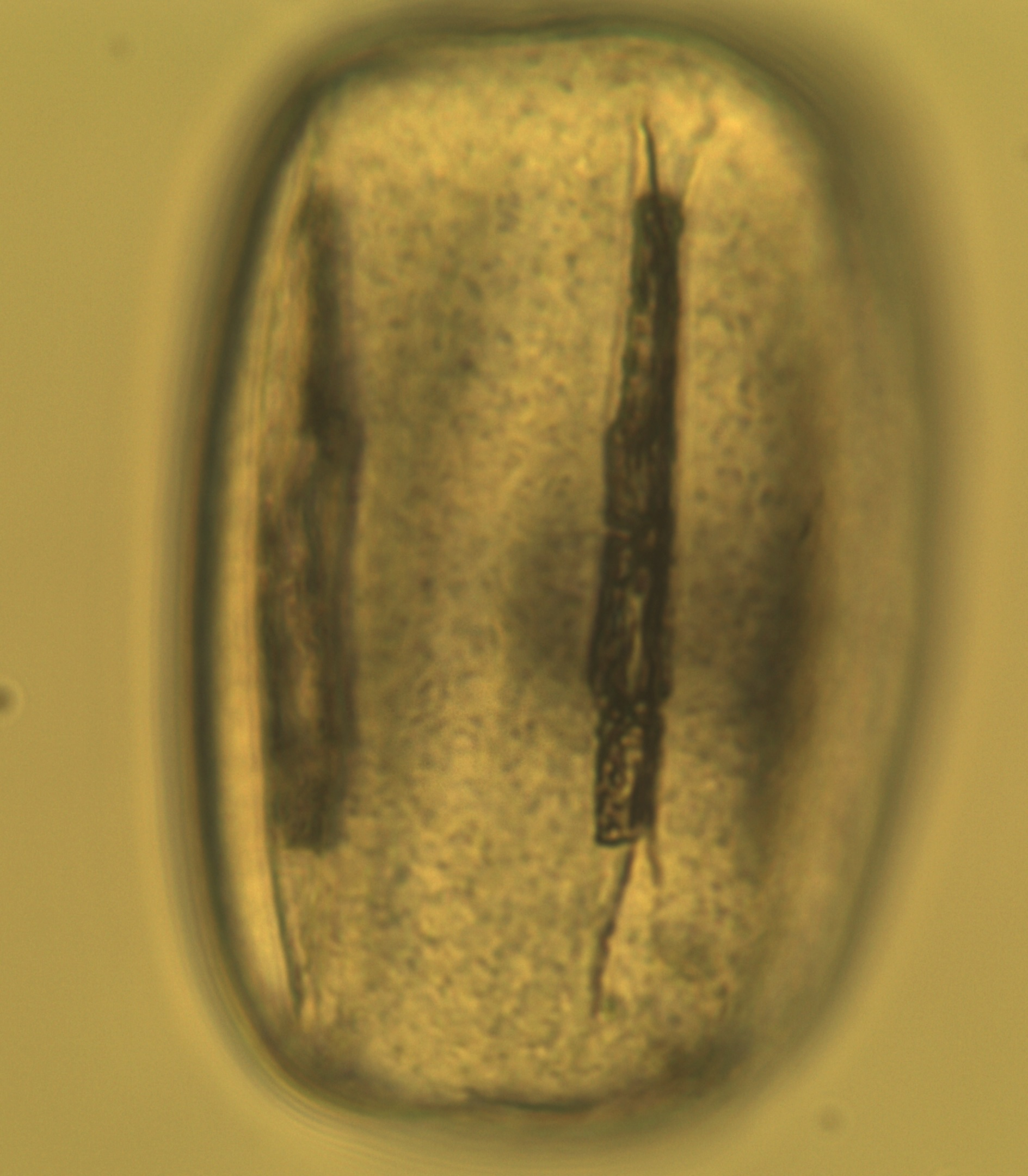
Pollen des Gartenstiefmütterchens (400×)

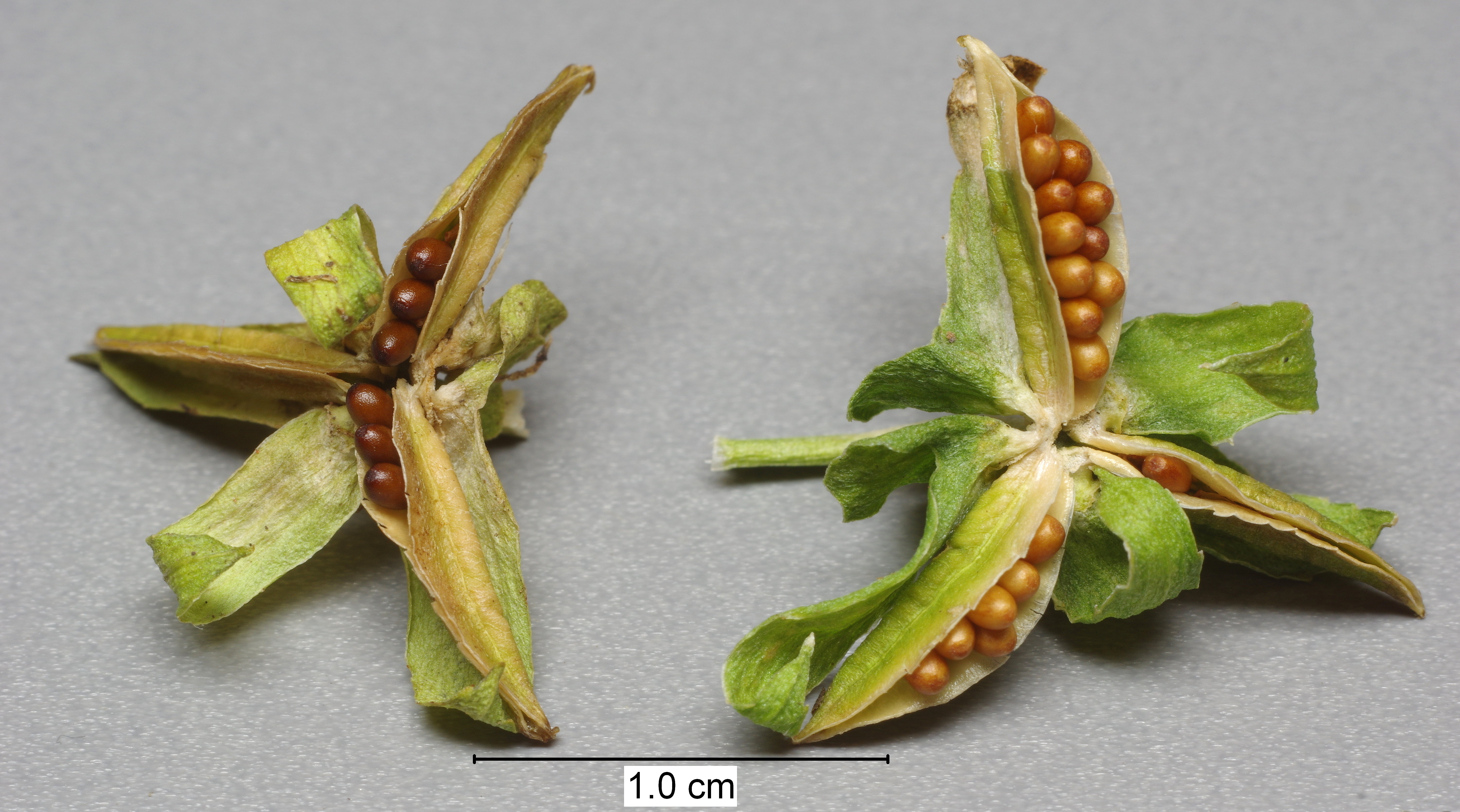
Samenkapseln

Die Garten-Stiefmütterchen (Viola ×wittrockiana) sind Blumenpflanzen aus der Gattung der Veilchen (Viola) in der Familie der Veilchengewächse (Violaceae). Sie sind als Kulturformen aus zahlreichen Kreuzungen mehrerer Arten der Gattung und Auslesen entstanden.

## Beschreibung
Garten-Stiefmütterchen sind typischerweise Zweijährige Pflanzen, die im ersten Jahr nur grünen und im zweiten Jahr blühen und vergehen. Bei rechtzeitiger Aussaat (bis Juli) blühen sie aber auch im ersten Jahr bereits üppig. Sie können unter günstigen Bedingungen auch als mehrjährige Pflanzen wachsen, sind aber nach zwei Jahren nicht mehr von gärtnerischem Interesse, da sie nach wenigen Jahren im Wuchs etwas formlos bis unansehnlich werden. Die Pflanze wird bis etwa 20 cm hoch. Die Blütezeit ist von April bis Oktober. Die Blüten sind 4 bis 6 cm groß. Es sind fünf Kronblätter vorhanden.

## Vermehrung und Formenvielfalt
Garten-Stiefmütterchen werden ausgesät (im Winter für eine Frühjahrs- und Sommerblüte oder im Sommer für die Herbst- und Frühjahrsblüte).
Es gibt heute eine große Auswahl an Zuchtformen, die nicht nur alle Farben, sondern auch unterschiedlichste Formen und Schattierungen umfassen. Auch mehrere Blütenfarben auf einer Blüte beziehungsweise Pflanze sind nicht selten, wobei die Farbauswahl bei selbstgezüchteten Pflanzen wesentlich größer ist als bei der (geringeren) Auswahl im Handel.
Auch das charakteristische schwarze Auge wurde mittlerweile bei vielen Sorten wieder weggezüchtet.

## Systematik
Der schwedische Botaniker Veit Brecher Wittrock beschrieb die Pflanze 1896, gab ihr jedoch keinen Artnamen, da es sich um eine Bastardform aus Kreuzungen handelte. Die erste Beschreibung unter dem Namen Viola wittrockiana durch den österreichischen Botaniker Helmut Gams wurde 1925 veröffentlicht. Wegen inhaltlicher Mängel stellte diese jedoch keine gültige Erstbeschreibung dar; es fehlte eine wissenschaftlich korrekte Dokumentation. Diese wurde 2007 vom Biologen Johannes D. Nauenburg vom Botanischen Garten der Universität Rostock in Zusammenarbeit mit Karl Peter Buttler nachgeholt und in der Zeitschrift Kochia veröffentlicht. Die Garten-Stiefmütterchen sind Kreuzungen unter Beteiligung der Arten Vogesen-Stiefmütterchen (Viola lutea), Viola tricolor und Altai-Stiefmütterchen (Viola altaica).